# Lelångens landsfiskalsdistrikt
Lelångens landsfiskalsdistrikt var 1918-1941 ett landsfiskalsdistrikt i Älvsborgs län, bildat när Sveriges indelning i landsfiskalsdistrikt trädde i kraft den 1 januari 1918, enligt beslut den 7 september 1917. Landsfiskalsdistriktet avskaffades den 1 oktober 1941 (genom kungörelsen 28 juni 1941) när Sverige fick en ny indelning av landsfiskalsdistrikt. Av dess ingående områden överfördes då Nössemarks landskommun till Dals-Eds landsfiskalsdistrikt och kommunerna Torrskog, Vårvik, Ärtemark och Bengtsfors köping till det nybildade Bengtsfors landsfiskalsdistrikt.
Landsfiskalsdistriktet låg under länsstyrelsen i Älvsborgs län.

## Ingående områden
Den 1 januari 1926 utbröts Bengtsfors köping ur Ärtemarks landskommun.

### Från 1918
Vedbo härad:
- Nössemarks landskommun
- Torrskogs landskommun
- Vårviks landskommun
- Ärtemarks landskommun

### Från 1926
Vedbo härad:
- Bengtsfors köping
- Nössemarks landskommun
- Torrskogs landskommun
- Vårviks landskommun
- Ärtemarks landskommun